# Betty David
Betty David (1938 - 31 de agosto de 2007) fue una diseñadora de moda nativa americana reconocida por sus abrigos y artículos de cuero hechos a mano.
David nació en Nespelem, Washington; asistió a la Universidad de Oregón y al Marylhurst College.Se matriculó como miembro de la Tribu de Indios Spokane, Wellpinit, Washington.
En la década de 1970, recibió un abrigo de piel de oja como regalo y decidió que podía diseñar uno mejor.[Comenzó a vender sus abrigos cosidos a mano decorados con diseños pintados en, en palabras de David, "estilo indio de la costa noroeste", en el Mercado de Arte de Santa Fe.Más tarde vendió su trabajo en galerías de Spokane y la ciudad de Nueva York y recibió atención en publicaciones importantes.
Su trabajo fue adquirido por el Museo Heard en Phoenix, Arizona, el Museo Mitchell del Indio Americano en Evanston, Illinois y el Museo Nacional Smithsonian del Indio Americano.
David describió sus diseños como un puente entre la brecha entre la naturaleza y la abstracción: "'Me inspiran los animales y partes de los animales, pero no estoy tratando de hacer criaturas. Son abstractos... Es un nuevo aspecto de tótem".